# Оновлення транспортної мережі Тернополя 2020
Оновлення мережі громадського транспорту м. Тернопіль 2020 року відбулося 25 травня 2020 року. У зв'язку з поширенням коронавірусної інфекції, 23 березня 2020 року було прийнято рішення про призупинення роботи громадського транспорту у місті. Тоді здійснювалися лише спеціальні перевезення за тролейбусними маршрутами № 2, 5, 7, 8, 9, 10, 11 та автобусними маршрутами № 1А, 5А, 6, 8, 23, 25, 35. 25 травня 2020 року рух громадського транспорту був повністю відновлений, а також почала діяти нова транспортна мережа. 
Для доопрацювання наявної транспортної мережі було залучено експертів із німецької компанії «Dornier Consulting International GmbH», проводилося дослідження, опитування мешканців міста, враховувалися думки та пропозиції.
З 2020 року впроваджувалося все більше низькопідлогових автобусів, які були закупленими для потреб міста. Також умовами проєкту було визначено перевізників на маршрутах, впроваджувалися зміни до існуючих автобусних та тролейбусних маршрутів, зміна кількості рухомого складу на них, скасовувалися деякі неактуальні маршрути, додали новий автобусний маршрут, об'єднувалися ділянки та відновлювалися деякі колишні маршрути.

## Конкурс для визначення перевізників
Конкурс для визначення перевізників було проведено 15 квітня 2020 року. Згідно з ним, за вже представленою оновленою транспортною мережею розподілилися перевізники, що обслуговували автобусні та тролейбусні маршрути. До 2025 року (після наступних конкурсів, що відбулися 19 квітня 2021 року, 25 травня 2022 року та 25 липня 2022 року) розподіл був такий:
Тролейбусні маршрути:
- КП «Тернопільелектротранс» — маршрути №1, 2, 3, 5, 7, 8, 9, 10, 11 (усі).

Автобусні маршрути:
- КП «Тернопільелектротранс» — маршрути №1А, 4, 6, 6А, 9, 21, 23, 29, 31, 32, 35, 37.
- КП «Міськавтотранс» — маршрути №5, 5А, 11, 15, 18, 20, 20А, 36, 38.
- ТзОВ «АТК «Еталон» — маршрути №12, 16.
- ТзОВ «Менс-Авто» — маршрути №3, 19.
- ТзОВ «Мега-Сервіс» — маршрути №13, 17.
- ТзОВ «Терн Транс Сервіс» — маршрути №2, 8.
- ТзОВ «Назар-Транс» — маршрути №27, 33.
- ПАТ «Тернопільське АТП 16127» — маршрути №22, 22А.
- ПП «Тернвояж» — маршрут №14.

Автобусні маршрути №4, 6, 6А, 9, 23, 31, 32 з 25 травня 2020 року були передані у склад комунального підприємства «Тернопільелектротранс».

## Скасовані, створені та відновлені маршрути
Зміни маршрутизації були спрямовані на покращення сполучення між окремими районами міста, зокрема розширення транспортного зв'язку з лікарнями №2 і №3 та Управлінням Соціального Захисту, що знаходиться поблизу вул. Веселої.

### Відновлені маршрути:
- З відкриттям ринків, 25 травня 2020 року був відновлений автобусний маршрут №20А (вул. Київська - Овочевий ринок - Автовокзал).
- Також з 28 травня 2020 року був відновлений та переданий в склад комунального підприємства «Тернопільелектротранс» автобусний маршрут №32 (вул. Мазепи - Міське кладовище), який раніше мав статус «спецрейсу» та курсував лише під час святкових та поминальних днів.

### Новоутворений маршрут:
- 20 та 21 травня 2020 року розпочав курсувати новий автобусний маршрут №21 у складі комунального підприємства «Тернопільелектротранс» (вул. Лесі Українки - ТРЦ «Подоляни») замість колишнього маршруту №21 (вул. Коновальця - Залізничний вокзал - провулок Цегельний), який сполучає Східний масив з Управлінням Соц. Захисту, вул. Бродівською, вул. Текстильною та Міською лікарнею №2 як «спецрейс». З 22 травня курсує у звичному режимі. З 22 жовтня 2020 року також заїжджає від вул. Корольова до Обласної дитячої лікарні по вул. Сахарова.
- Наприкінці 2020 року був також утворений новий автобусний маршрут №37 (Східний масив - Овочевий ринок - Автовокзал), причиною стала відсутність колишнього маршруту №7.

### Скасовані маршрути:
Загалом було скасовано 2 тролейбусних (№4 та 6) та 10 автобусних (№1, 7, 10, 21, 24, 25, 26, 28, 30 та 34) маршрутів внаслідок збитковості та малого пасажиропотоку, неактуальності або об'єднання з іншими існуючими маршрутами:
| Вид       | №  | Початкова зупинка                 | Проміжна зупинка   | Кінцева зупинка        | Схема руху | Примітки |
| --------- | -- | --------------------------------- | ------------------ | ---------------------- | --- | --- |
| Автобус   | 1  | вул. Винниченка                   | Центр              | вул. Слівенська        | вул. Винниченка - вул. Карпенка - вул. Миру - вул. Дружби - вул. Руська - вул. Острозького - вул. Пирогова - вул. Гоголя - проспект Степана Бандери - вул. Протасевича - вул. Лесі Українки - вул. Слівенська - проспект Степана Бандери - вул. Руська - вул. Мазепи - вул. Кривоноса | Був ідентичним до колишнього тролейбуса №1. Також був схожим до автобуса №1А: відрізнявся лише проходженням вулицями Острозького, Пирогова, Гоголя, а також спершу заїжджав на вул. Протасевича, Лесі Українки, вже потім - на вул. Слівенську і до центру. |
| Тролейбус | 4  | вул. Лесі Українки                | Центральний ринок  | проспект Злуки         | вул. Лесі Українки - вул. Слівенська - проспект Степана Бандери - Центр - вул. Шептицького - Ринок - вул. Острозького - вул. Пирогова - вул. Б. Хмельницького - вул. Збаразька - проспект Злуки - вул. 15 Квітня - вул. Протасевича | Маршрут існував до літа 2010 року, з 5 жовтня 2015 його відновили. Не працює з серпня 2018 року. Остаточно скасований у травні 2020 року. |
| Тролейбус | 6  | вул. Лесі Українки                | вул. Київська      | Авторемонтний завод    | вул. Лесі Українки - вул. Слівенська - проспект Степана Бандери - вул. 15 Квітня - вул. Київська - вул. Тарнавського - проспект Злуки - вул. Текстильна - АРЗ - вул. Текстильна - проспект Злуки - вул. Тарнавського - вул. Київська - вул. 15 Квітня - вул. Протасевича | Мав статус «спецрейсу» та виконував лише один рейс зранку у будні. Здійснював розворот поблизу АРЗ на вул. Текстильній. |
| Автобус   | 7  | Автовокзал                        | вул. Лесі Українки | Обласна дитяча лікарня | Автовокзал - вул. Острозького - вул. Пирогова - проспект Степана Бандери - вул. Лесі Українки - вул. Протасевича - вул. 15 Квітня - вул. Сахарова - вул. Корольова - вул. Купчинського - вул. 15 Квітня - вул. Протасевича - вул. Лесі Українки - вул. Слівенська - проспект Степана Бандери - вул. Руська - вул. Шептицького - Овочевий ринок                                                            | З виконанням рейсів до Овочевого ринку. Скасований внаслідок об'єднання з автобусним маршрутом №12. |
| Автобус   | 10 | вул. Бродівська                   | Село Біла          | вул. Лесі Українки     | вул. Бродівська - с. Біла (центр) - вул. Бродівська - вул. Збаразька - проспект Злуки - вул. 15 Квітня - вул. Протасевича - вул. Лесі Українки - вул. Слівенська - проспект Степана Бандери - вул. 15 Квітня - проспект Злуки - вул. Збаразька | Перестав курсувати у вересні 2018 року. З 1 листопада 2019 по 19 грудня 2019 року відновився і працював лише у будні. Остаточно скасований у травні 2020 року.                                                                                              |
| Автобус   | 21 | вул. Коновальця                   | Залізничний вокзал | провулок Цегельний     | вул. Вербицького - вул. Коновальця - проспект Злуки - вул. Збаразька - вул. Б. Хмельницького - вул. Руська - вул. Шептицького - провулок Цегельний - вул. Шептицького - Ринок - вул. Острозького - вул. Пирогова - вул. Хмельницького - вул. Збаразька - проспект Злуки - вул. Коновальця | Перестав курсувати у травні 2017 року. Здійснював розворот на вул. Вербицького (як і сучасний маршрут №29). Остаточно скасований і замінений новим маршрутом №21 у травні 2020 року.                                                                        |
| Автобус   | 24 | вул. Руська                       | вул. Текстильна    | вул. Симоненка         | вул. Руська - вул. Острозького - вул. Пирогова - вул. Б. Хмельницького - вул. Збаразька - вул. Текстильна - вул. Морозенка - вул. Симоненка - вул. В. Великого - ТРЦ «Подоляни» - вул. Текстильна - вул. Збаразька - вул. Крушельницької - вул. Замкова | Перестав курсувати у вересні 2017 року. Остаточно скасований у травні 2020 року. |
| Автобус   | 25 | вул. Золотогірська                | Центр              | вул. Лесі Українки     | вул. Золотогірська - вул. Львівська - вул. Мазепи - вул. Руська - вул. Острозького - вул. Пирогова - проспект Степана Бандери - вул. Протасевича - вул. Лесі Українки - вул. Слівенська - проспект Степана Бандери - вул. Руська - вул. Мазепи - вул. Львівська | Скасований внаслідок об'єднання з автобусним маршрутом №15. |
| Автобус   | 26 | вул. Лучаковського                | Центральний ринок  | ТЦ «Епіцентр»          | вул. Лучаковського - вул. Сергія Короля - вул. Мазепи - вул. Торговиця - Ринок - вул. Острозького - вул. Пирогова - вул. Б. Хмельницького - вул. Збаразька - вул. Лозовецька - вул. Поліська - вул. Лозовецька - вул. Збаразька - вул. Б. Хмельницького - вул. Руська - вул. Шептицького - вул. Торговиця - вул. Мазепи - вул. Кривоноса - вул. Винниченка - вул. Будного                                 | Курсував лише зранку у будні. Виконував рейси до ПП «Граніт» на вул. Поліській. Скасований у травні 2020 року. |
| Автобус   | 28 | вул. Лучаковського                | Автовокзал         | Овочевий ринок         | вул. Лучаковського - вул. Сергія Короля - вул. Мазепи - вул. Торговиця - Автовокзал - вул. Оболоня - Овочевий ринок - вул. Шептицького - вул. Торговиця - вул. Мазепи - вул. Кривоноса - вул. Винниченка - вул. Будного | Скасований внаслідок об'єднання з автобусним маршрутом №29. |
| Автобус   | 30 | Обласна психоневрологічна лікарня | вул. Київська      | вул. Корольова         | Психоневрол. лікарня - вул. Тролейбусна - вул. Сергія Короля - вул. Мазепи - вул. Руська - вул. Острозького - вул. Пирогова - вул. Б. Хмельницького - вул. Збаразька - проспект Злуки - вул. Тарнавського - вул. Київська - вул. Стуса - вул. Корольова - вул. Купчинського - проспект Злуки - вул. Збаразька - вул. Б. Хмельницького - вул. Руська - вул. Мазепи - вул. Сергія Короля - вул. Тролейбусна | З січня 2018 року курсував лише у святкові та поминальні дні. |
| Автобус   | 34 | Міська лікарня №2                 | вул. Київська      | Село Біла              | вул. Купчинського - вул. Корольова - вул. Стуса - вул. Київська - вул. Тарнавського - проспект Злуки - вул. Збаразька - вул. Бродівська - с. Біла (центр) - вул. Бродівська - вул. Збаразька - проспект Злуки | Курсував лише у будні зранку та ввечері. |

## Зміни у існуючих маршрутах
Наприкінці 2019 року вже відбулися деякі зміни до маршрутизації, серед них:
- На прохання мешканців мікрорайону Канади, маршрут №36 почав заїжджати на вул. Коновальця.
- У зв'язку з тим, що тролейбусний маршрут №1 був ідентичним до автобусного маршруту №1А, а також необхідністю сполучення масиву Східний з районом автовокзалу та центрального ринку, його маршрутизація була змінена: розворот здійснює вулицями Протасевича і Довженка, не заїжджає на масив Дружба, натомість виконує рейси до центрального ринку.

Окрім зміни кількості транспортних засобів на маршрутах, у травні 2020 року були також зміни маршрутизації автобусних маршрутів №4, 12, 15, 19, 29, 31, 35 та тролейбусного маршруту №5:
| Вид       | №  | Маршрут                                                                        | Колишня ділянка | Новий маршрут | Примітки |
| --------- | -- | ------------------------------------------------------------------------------ | --- | --- | --- |
| Автобус   | 4  | вул. Новий Світ - вул. Київська - вул. Лесі Українки                           | вул. Новий Світ - вул. Олени Теліги - вул. Крушельницької - вул. Замкова - вул. Руська - вул. Острозького - вул. Пирогова - проспект Степана Бандери - вул. Протасевича - вул. Лесі Українки - вул. Малишка - вул. Глибока - вул. Глиняна - проспект Степана Бандери - вул. Б. Хмельницького - вул. Бродівська - вул. За Рудкою - вул. Олени Теліги - вул. Новий Світ | вул. Новий Світ - вул. Олени Теліги - вул. За Рудкою - вул. Бродівська - вул. Збаразька - проспект Злуки - вул. Тарнавського - вул. Київська - вул. 15 Квітня - вул. Протасевича - вул. Лесі Українки - вул. Слівенська - проспект Степана Бандери - вул. Б. Хмельницького - вул. Бродівська - вул. За Рудкою - вул. Олени Теліги - вул. Новий Світ | До кардинальних змін курсував дуже рідко. Майже зовсім новий маршрут №4 сполучив мікрорайон Новий Світ з мікрорайонами Сонячним та Східним.                                                                                                  |
| Тролейбус | 5  | вул. Миру - вул. Київська - вул. Лесі Українки                                 | вул. Мазепи - вул. Торговиця - Ринок - вул. Острозького - вул. Пирогова | вул. Мазепи - вул. Руська - вул. Острозького - вул. Пирогова | Раніше тролейбус курсував через ТЦ «Орнава» та Ринок з 9:00 по 17:00, проте через плутанину та низький пасажирообіг в районі вул. Торговиця для даного маршруту, було вирішено завжди їхати через вул. Руську.                               |
| Автобус   | 12 | вул. Винниченка - вул. Протасевича Обласна дитяча лікарня                      | вул. Протасевича - Збаразький поворот - вул. Протасевича - вул. Лесі Українки | вул. Протасевича - вул. 15 Квітня - вул. Сахарова - вул. Корольова - вул. Купчинського - вул. 15 Квітня - вул. Протасевича | Ділянку колишнього маршруту №7 приєднали до даного маршруту, тепер від Збаразького кільця він курсує через вул. Сахарова, 15 Квітня і назад по власному маршруту.                                                                            |
| Автобус   | 15 | вул. Миру вул. Золотогірська - проспект Злуки - проспект Степана Бандери       | вул. Мазепи - вул. Кривоноса - вул. Миру - вул. Дружби - вул. Руська | вул. Мазепи - вул. Львівська - вул. Золотогірська - вул. Львівська - вул. Мазепи - вул. Руська | Ділянку колишнього маршруту №25 приєднали до даного маршруту, тепер замість повороту на вул. Миру він курсує через вул. Золотогірську і назад по власному маршруту.                                                                          |
| Автобус   | 19 | ТРЦ «Подоляни» - вул. Карпенка вул. Будного                                    | вул. Винниченка - вул. Карпенка - вул. Миру - вул. Дружби - вул. Руська | вул. Винниченка - вул. Будного - вул. Лучаковського - вул. Сергія Короля - вул. Мазепи - вул. Руська | Змінив маршрут задля кращого сполучення вул. Будного з іншими вулицями міста. |
| Автобус   | 29 | вул. Вербицького - Автовокзал вул. Вербицького - Овочевий ринок - вул. Будного | проспект Степана Бандери - вул. Руська - вул. Шептицького - Автовокзал - вул. Острозького | проспект Степана Бандери - вул. Руська - вул. Острозького - вул. Оболоня - вул. Шептицького - вул. Торговиця - вул. Мазепи - вул. Кривоноса - вул. Винниченка - вул. Будного - вул. Лучаковського - вул. Сергія Короля - вул. Мазепи - вул. Торговиця - Автовокзал - вул. Острозького                                                               | Ділянку колишнього маршруту №28 приєднали до даного маршруту та значно збільшили кількість ТЗ на маршруті. |
| Автобус   | 31 | Містечко Шляховиків - вул. Карпенка - Лікарня №3                               | вул. Карпенка - вул. Винниченка - вул. Кривоноса - вул. Мазепи | вул. Карпенка - вул. Будного - вул. Тролейбусна - вул. Сергія Короля - вул. Мазепи | Змінив маршрут задля сполучення вулиць Дружби, Миру та Карпенка з Міською лікарнею №3. Як наслідок, зупинки "вул. Винниченка (до центру)" та "вул. Кривоноса (до центру)" було ліквідовано.                                                  |
| Автобус   | 35 | вул. Винниченка - Міська лікарня №2 - ТРЦ «Подоляни»                           | проспект Злуки - вул. 15 Квітня - вул. Київська | проспект Злуки - вул. Купчинського - вул. Сахарова - вул. Корольова - вул. Стуса - вул. Київська | Задля покращення сполучення району Міської лікарні №2 з іншими вулицями міста, було вирішено продовжити введений у листопаді 2019 року маршрут №35. За планом, він також повинен був проходити вулицею Сахарова, проте від ідеї відмовились. |

## Архів зображень
- Порівняння автобусного маршруту №4 до та після змін
- Порівняння тролейбусного маршруту №5 до та після змін
- Порівняння автобусного маршруту №12 до та після змін
- Порівняння автобусного маршруту №15 до та після змін
- Порівняння автобусного маршруту №29 до та після змін
- Порівняння автобусного маршруту №35 до та після змін (план)
- Автобусний маршрут №35 після змін
- Новий автобусний маршрут №21
- 21-a-m-new-2.png Новий автобусний маршрут №21 (після змін)
- 1-a-m.png Скасований автобусний маршрут №1
- 4-t-m.jpg Скасований тролейбусний маршрут №4
- 6-t-m.png Скасований тролейбусний маршрут №6
- 7-a-m.png Скасований автобусний маршрут №7
- 10-a-m.png Скасований автобусний маршрут №10
- 21-a-m.png Скасований автобусний маршрут №21
- 24-a-m.png Скасований автобусний маршрут №24
- 25-a-m.png Скасований автобусний маршрут №25
- 26-a-m.png Скасований автобусний маршрут №26
- 28-a-m.png Скасований автобусний маршрут №28
- 30-a-m.png Скасований автобусний маршрут №30
- 34-a-m.png Скасований автобусний маршрут №34.